# ديريك هوغ
ديريك هوغ (بالإنجليزية: Derek Hogg)‏ (4 نوفمبر 1930 في المملكة المتحدة - 4 نوفمبر 2014) هو لاعب كرة قدم بريطاني في مركز الهجوم. لعب مع كارديف سيتي وليستر سيتي ووست بروميتش ألبيون ونادي كيترينغ تاون والرابطة الحادية عشر لكرة القدم ‏.

## وصلات خارجية
- ديريك هوغ على موقع قاعدة بيانات كرة القدم.إي يو (الإنجليزية)